# Farandates
Farandates (Pharandates, Φαρανδάτης), fill de Teaspes, fou un militar persa.
Va dirigir les forces dels mariandins (del Pont) i colquis que formaren part de l'expedició de Xerxes I de Pèrsia a Grècia. És després esmentat altre cop per Heròdot que diu que va obligar violentament a una dona molt maca de l'illa de Cos a esdevenir la seva concubina, dona que més tard fou rescatada pels grecs després de la batalla de Platea.